# Эглайне
Эглайне (латыш. Eglaine) — населённый пункт в Аугшдаугавском крае Латвии. Административный центр Эглайнской волости. Находится у региональной автодороги P70 (Свенте — литовская граница). Расстояние до города Даугавпилс составляет около 37 км. По данным на 2015 год, в населённом пункте проживало 449 человек. Есть волостная администрация, начальная школа, фельдшерский пункт, дом культуры, библиотека, спортивный зал, почтовое отделение, железнодорожная станция на линии Эглайне — Даугавпилс, католическая и старообрядческая церкви.

## История
Ранее село носило название Еловка. В конце XX века через село была проложена железная дорога.
В советское время населённый пункт был центром Эглайнского сельсовета Даугавпилсского района. В селе располагался колхоз «Эглайне».

## Галерея

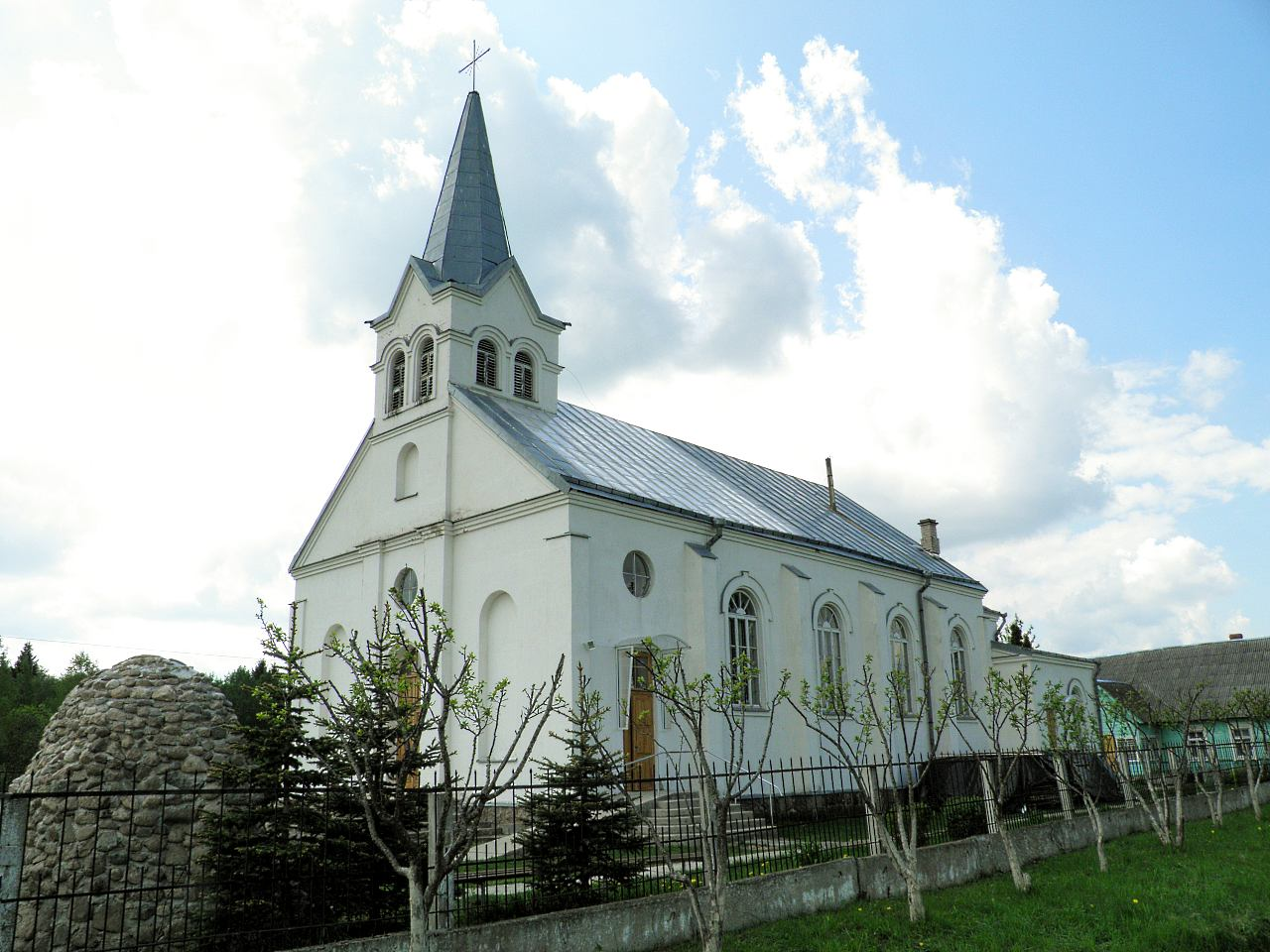
Католическая церковь
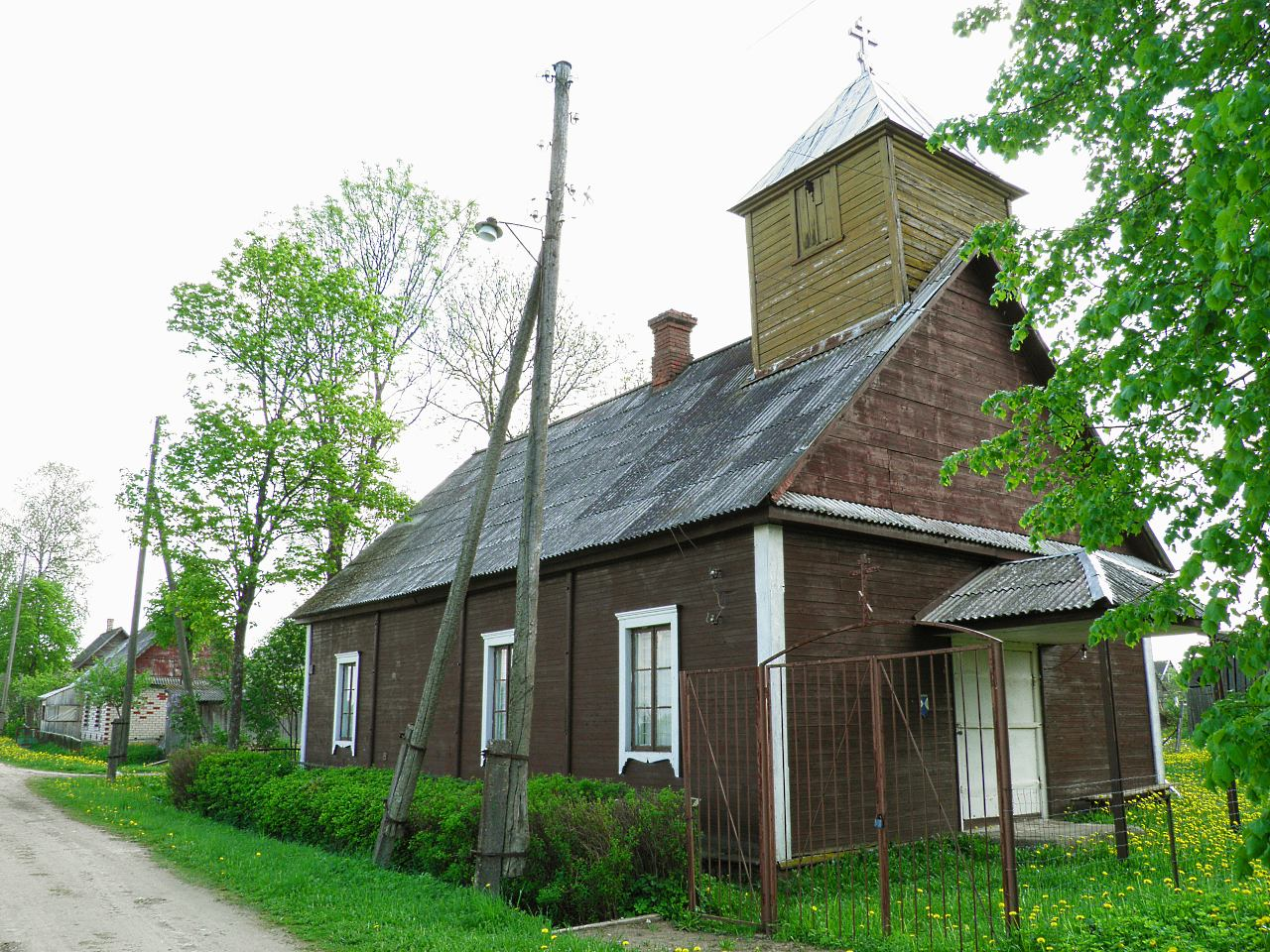
Старообрядческая церковь
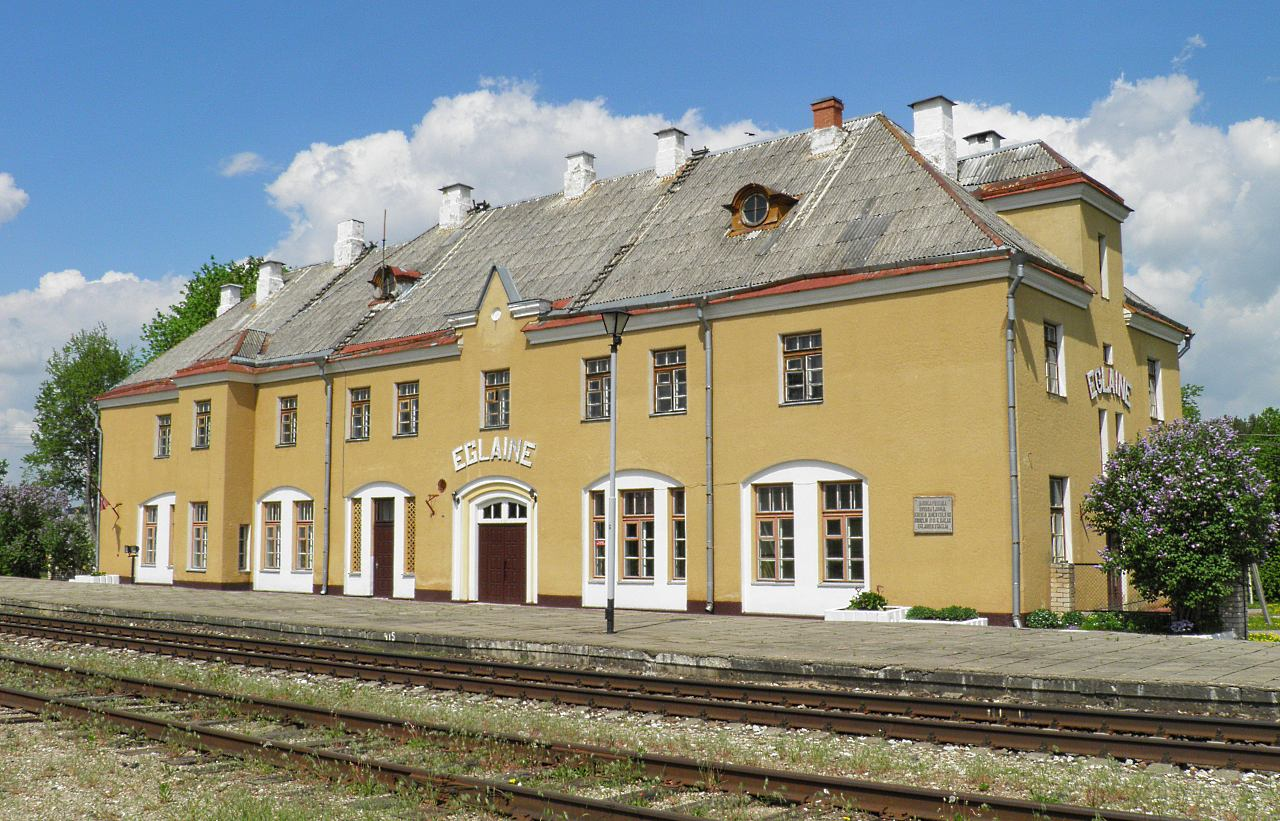
Железнодорожная станция